# Fugleinfluenza
Fugleinfluenza (Aviær Influenza) er en sygdom, som skyldes influenzavirus, der forekommer hos fugle, men som i nogle tilfælde og under massivt smittetryk også rammer mennesker og andre pattedyr.
Der eksisterer forskellige typer af influenza og flere forskellige typer fugleinfluenza. En epidemi af typen H5N2 begyndte i Mexico 1992 og var først under kontrol i 1995. Fugleinfluenza af typerne H5N1, H7N3, H7N7, H7N9 og H9N2 er en dødelig infektion hos mennesker men hos fugle kan nogle varianter af fugleinfluenza være svær at konstatere, da fuglene ikke er særlig syge. Ud af 563 kendte tilfælde af H5N1 i mennesker indtil 2011 har 330 har været dødelige.
Globalt er der fra 1. januar 2003 til 12. december 2024 konstateret 954 tilfælde af mennesker med aviær influenza og H5N1 er blevet rapporteret fra 24 lande.  Af disse 954 tilfælde var 464 dødelige (CFR på 49%). I marts 2013 er ni mennesker døde af type H7N9 i Kina. I Europa blev det første udbrud af fugleinfluenza-typen H5N1 konstateret i Donau-deltaet i Rumænien oktober 2005 hos tre døde ænder. Før dette udbrud var typen set i Hong Kong, Thailand, Vietnam og Tyrkiet. Udbredelsen af H5N1 til Danmark blev bekræftet af Danmarks Fødevareforskning den 16. marts 2006. Resultatet er senere blevet genbekræftet af et EU-laboratorium i Storbritannien. Der blev i alt konstateret fugleinfluenza på 28 lokaliteter i Danmark i perioden 15. marts til 30. juni 2006 (se Fugleinfluenza i Danmark).
Sygdommen betragtes med stor alvor overalt i verden, fordi den er en trussel mod den erhvervsmæssige avl af fugle. Hvis dyrene på store fjerkræfarme bliver smittet, må de alle nedslagtes omgående for at hindre videre smitte, og den økonomiske omkostning ved den fremgangsmåde kan ramme samfundene hårdt og i øvrigt hæmme verdenshandlen med fjerkræprodukter.

## Faren for mutation
Det mest alvorlige perspektiv ved denne influenza er dog risikoen for, at virusset skal mutere, sådan at det kan smitte direkte mellem mennesker. Et sandsynligt sted hvor dette kan ske er på en industriel svinefarm, hvor mange dyr går tæt sammen i varme med dårlig udluftning og uden dagslys; et perfekt miljø for nye virusarter at opstå. Det er en almindelig erfaring, at sygdomme bliver langt mere aggressive (virulente), når virusset har overvundet artsbarrieren. I den slags tilfælde kan det koste tab af menneskeliv, før der er dannet resistens i befolkningen, som det er sket ved mæslinger, syfilis, Den spanske syge (H1N1) og Influenzapandemien 2009 (H1N1).
- H1N1 [9]
- H5N1 [10][11]
- H7N9 [12]

## H5N1
H5N1 er en yderst dødelig version (en. highly pathogenic avian influenza, HPAI) af fugleinfluenzavirus, der siden begyndelsen af 2020’erne har spredt sig over hele kloden og dræbt utallige opdrættede og vilde fugle.  Den har også gentagne gange inficeret vilde pattedyr, bl.a. køer, katte, sæler, mink, ræve og bjørne og er blevet opdaget hos mindst 67 mennesker.  Selvom denne fugleinfluenzavirus forbliver tilpasset fugle, bekymrer forskere sig om, at den kan erhverve mutationer, der hjælper den med at sprede sig lettere blandt mennesker, hvilket potentielt kan sætte gang i en pandemi. To mennesker er døde i Amerika med en ny type H5N1 som er blevet almindelig i vilde fugle.

## H7N9
I marts 2013 meddelte den kinesiske regering at der var fundet tre tilfælde af H7N9 i mennesker, hvoraf de to var døde og den sidste alvorligt syg. Virussen så ikke ud til at være meget smitsom fra menneske til menneske fordi ingen af de mennesker, som de smittede havde været i kontakt med, havde fået sygdommen. Den 19. april 2013 var der 91 bekræftede tilfælde af H7N9 i mennesker heraf 17 med dødsfald.

## Eksterne referencer
1. ↑  Aviær influenza hos mennesker. Statens Seruminstitut 2023
2. ↑   Fugleinfluenza. Min.medicin.dk 2024
3. ↑  Leong HK (juni 2008). "Prevention and control of avian influenza in Singapore" (PDF). Ann. Acad. Med. Singap. 37 (6): 504-9. PMID 18618063.
4. ↑  "Fugleinfluenza truer mennesker på ny. Videnskab.dk 2011". Arkiveret fra originalen 3. maj 2017. Hentet 16. april 2013.
5. ↑  H5 Bird Flu: Current Situation. CDC2025
6. ↑  Ny dødelig virus i Kina afslører både fremskridt og dyb skepsis. Information 11. april 2013
7. ↑  Fugleinfluenza. Sundhedsstyrelsen 2024 (Webside ikke længere tilgængelig)
8. ↑  Information til skoler, daginstitutioner og naturvejledere. Fødevarestyrelsen 2025
9. ↑  H1N1 subtype. Viral Zone
10. ↑  H5N1 subtype. Viral Zone
11. 1 2  Scientists Use CRISPR to Make Chickens More Resistant to Bird Flu. New York Times 2023
12. ↑  Avian influenza H7N9 viruses isolated from humans: What do the gene sequences mean? Virology blog 2013
13. ↑  SUB-ANTARCTIC AND ANTARCTIC HIGHLY PATHOGENIC AVIAN INFLUENZA H5N1 MONITORING PROJECT. SCAR 2023
14. ↑  Highly Pathogenic Avian Influenza A(H5N1) Virus Clade 2.3.4.4b Infections in Wild Terrestrial Mammals, United States, 2022. CDC 2023
15. ↑  New Bird Flu Cases in Young People Are Raising Concerns about Mutating Virus. Scientific American 2024
16. ↑  ‘A Dangerous Virus’: Bird Flu Enters a New Phase. New York Times 27 jan. 2025
17. ↑  2 Men in China Die of Lesser-Known Strain of Bird Flu Arkiveret 12. november 2020 hos  Wayback Machine, New York Times, DAVID BARBOZA, March 31, 2013.
18. ↑  H7N9 avian influenza human infections in China Arkiveret 29. juli 2016 hos  Wayback Machine, World Health Organization, April 1, 2013. " . . So far no further cases have been identified among the 88 identified contacts under follow up. . "
19. ↑  "China confirms 91 H7N9 cases, 17 deaths" Arkiveret 29. juni 2016 hos  Wayback Machine xinhuanet,com, 19 April 2013

- Discussion forum on Avian (Bird) Flu H5N1 related issues : www.allaboutflu.com Arkiveret 19. maj 2006 hos  Wayback Machine
- Verdenssundhedsorganisationen, Influenza A (H5N1): WHO Interim Infection Control Guidelines for Health Care Facilities, 2004 marts.
- Flu Wiki Arkiveret 3. januar 2007 hos  Wayback Machine

- Wikimedia Commons har flere filer relateret til Fugleinfluenza